# 楊世梁 (中國企業家)
楊世梁，出生於貴州省。現任貴州盤江煤電集團有限責任公司、貴州盤江精煤股份有限公司副總經理、高級工程師及副廳級。畢業於西安科技大學矿业机械专业。

## 生平
在2005年委任貴州盤江煤電集團有限責任公司管理層前，曾在1986年於贵州省盘江矿务局火铺矿为实习工作。之後入黨籍職位，其後委任更多工作，包括综采队机电助理工程师、队长，曾负责北三入洗能力15万吨洗煤厂的方案设计、工艺设计、安装设计及安装调试工作、动力部工作，工程师等職位。1997年委任貴州盤江煤電集團动力部、主任工程師，之後升職至主任，到了2005年，委任盘江煤电(集团)公司新井开发公司總經理，以及贵州盘江煤层气开发利用有限责任公司常務董事、总经理。

## 相關連結
- 「處級勞模」解讀 香港文匯報 （页面存档备份，存于）